# Терадзі Кенсіро
Терадзі Кенсіро (яп. 寺地拳四朗, англ. Kenshiro Teraji), відомий як Кен Сіро, (6 січня 1992, Джьойо) — японський професійний боксер, чемпіон світу за версіями WBC (2024—2025) та WBA Super (2025) в найлегшій вазі , чемпіон світу (2022—2024) за версіями WBC та WBA (Super) у першій найлегшій вазі. 

## Професіональна кар'єра
20 травня 2017 року в бою проти Ганігана Лопеса (Мексика) завоював титул чемпіона світу за версією WBC в першій найлегшій вазі, який вісім разів успішно захистив. 22 вересня 2021 року програв Масамічі Ябукі (Японія) технічним нокаутом в десятому раунді. Оскарживши результат бою під тим приводом, що вирішальний удар було завдано з порушенням правил, Кен Сіро домігся негайного реваншу і 19 березня 2022 року, нокаутувавши Ябукі в третьому раунді, повернув звання чемпіона.
1 листопада 2022 року зустрівся в об'єднавчому бою з чемпіоном WBA (Super) Кіогуті Хірото і здобув перемогу технічним нокаутом в сьомому раунді.
Провів три успішних захиста титулів проти Ентоні Оласкуага (США), Геккі Бадлера (ПАР) і Карлоса Канісалеса (Венесуела).
13 жовтня 2024 року в бою проти Крістофера Розалеса (Нікарагуа) здобув перемогу технічним нокаутом і завоював вакантний титул чемпіона світу за версією WBC у найлегшій вазі.
13 березня 2025 року зустрівся в об'єднавчому бою з чемпіоном WBA (Super) в найлегшій вазі Сейґо Юрі Акуї і в напруженому з великою кількістю обопільних влучань поєдинку здобув перемогу технічним нокаутом в дванадцятому раунді.
30 липня 2025 року втратив титули, програвши Рікардо Сандовалу (США).